# Appuldurcombe House
Appuldurcombe House (también escrito Appledorecombe o Appledore Combe) es la estructura de una gran casa de campo barroca inglesa del siglo XVIII de la familia Worsley. La casa está situada cerca de Wroxall en la Isla de Wight, Inglaterra. Actualmente está gestionado por English Heritage y está abierto al público. Una pequeña parte de las 300 acres (1,2 km²; 0,5 mi²)   finca que una vez la rodeó aún está intacta, pero otras características de la finca aún son visibles en las tierras de cultivo circundantes y en el pueblo cercano de Wroxall, incluida la entrada al parque, la Puerta Freemantle, ahora utilizada solo por animales de granja y peatones.

## Historia

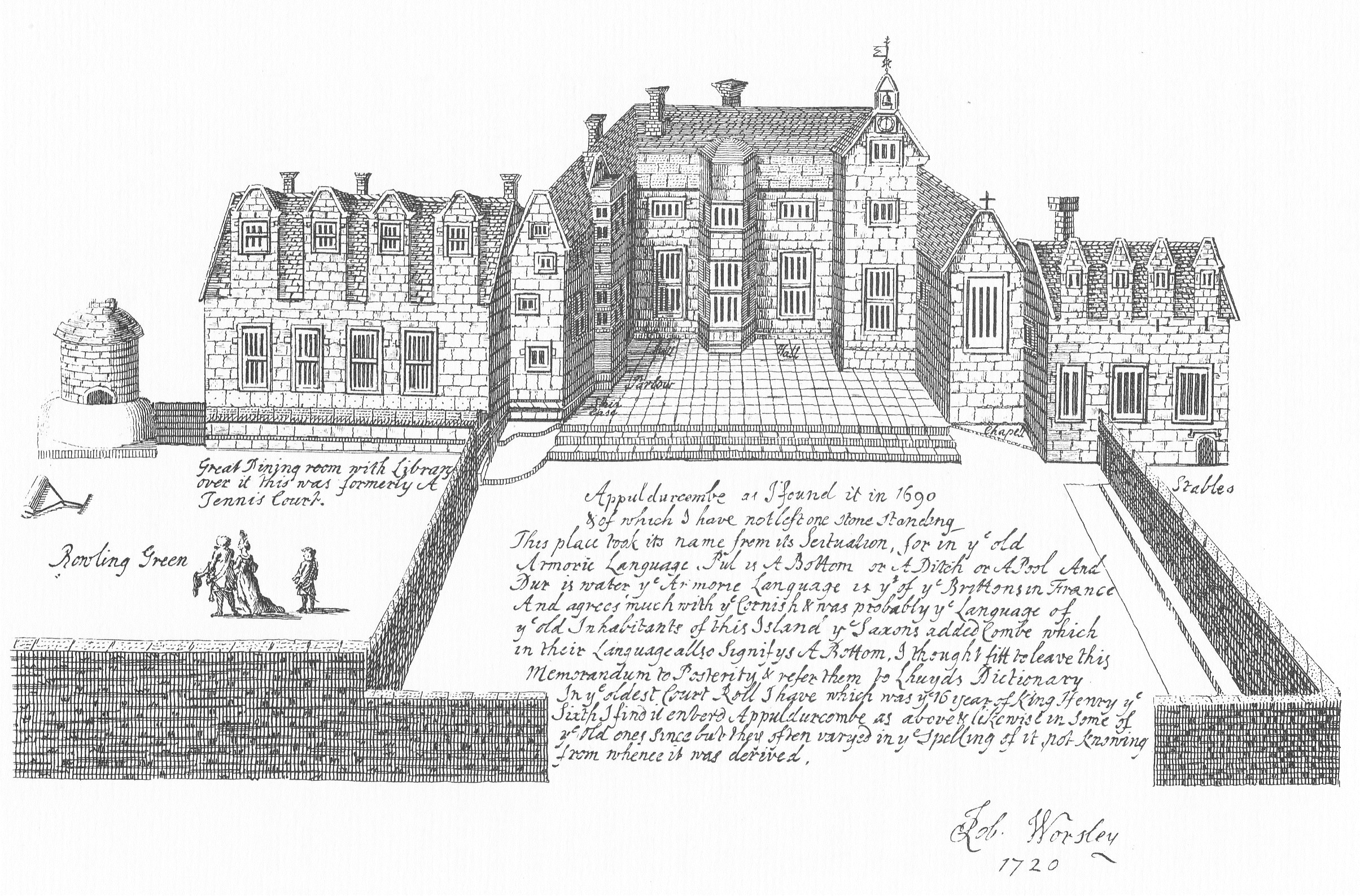
La casa Tudor Appuldurcombe en 1690, dibujada por Sir Robert Worsley, fechada en 1720

Appuldurcombe comenzó como priorato en 1100. Se convirtió en un convento y luego en el hogar isabelino de la familia Leigh. La gran mansión Tudor fue legada en 1690 a Sir Robert Worsley, cuarto baronet, quien comenzó a planificar un reemplazo adecuado. De la propiedad existente escribió: 

Appuldurcombe tal como lo encontré en 1690 y del cual no he dejado ni una piedra en pie. Este lugar tomó su nombre de su ubicación, ya que en la antigua lengua armórica Pul es un fondo o zanja o un estanque y Dur es agua. La lengua armórica es la de los británicos en Francia y concuerda mucho con el córnico y probablemente era la lengua de los antiguos habitantes de esta isla. Los sajones añadieron Combe que en su lengua significa un fondo. Pensé que era adecuado dejar este Memorándum a la Posteridad y remitirlos al Diccionario Lhuyds en el Rollo de la Corte más antiguo que tengo, que era del año 16 del Rey Enrique VI. Lo encuentro registrado como Appuldurcombe como se indica arriba y también en algunos de los antiguos desde entonces, pero a menudo variaban en la ortografía sin saber de dónde se derivaba". Firmado "Rob. Worsley, 1720". También se encuentran anotados, de izquierda a derecha: "Bowling Green, Gran comedor con biblioteca encima, anteriormente era una cancha de tenis, Escalera, Salón, Hall, Hall, Capilla, Establos

### 1702: Mansión barroca

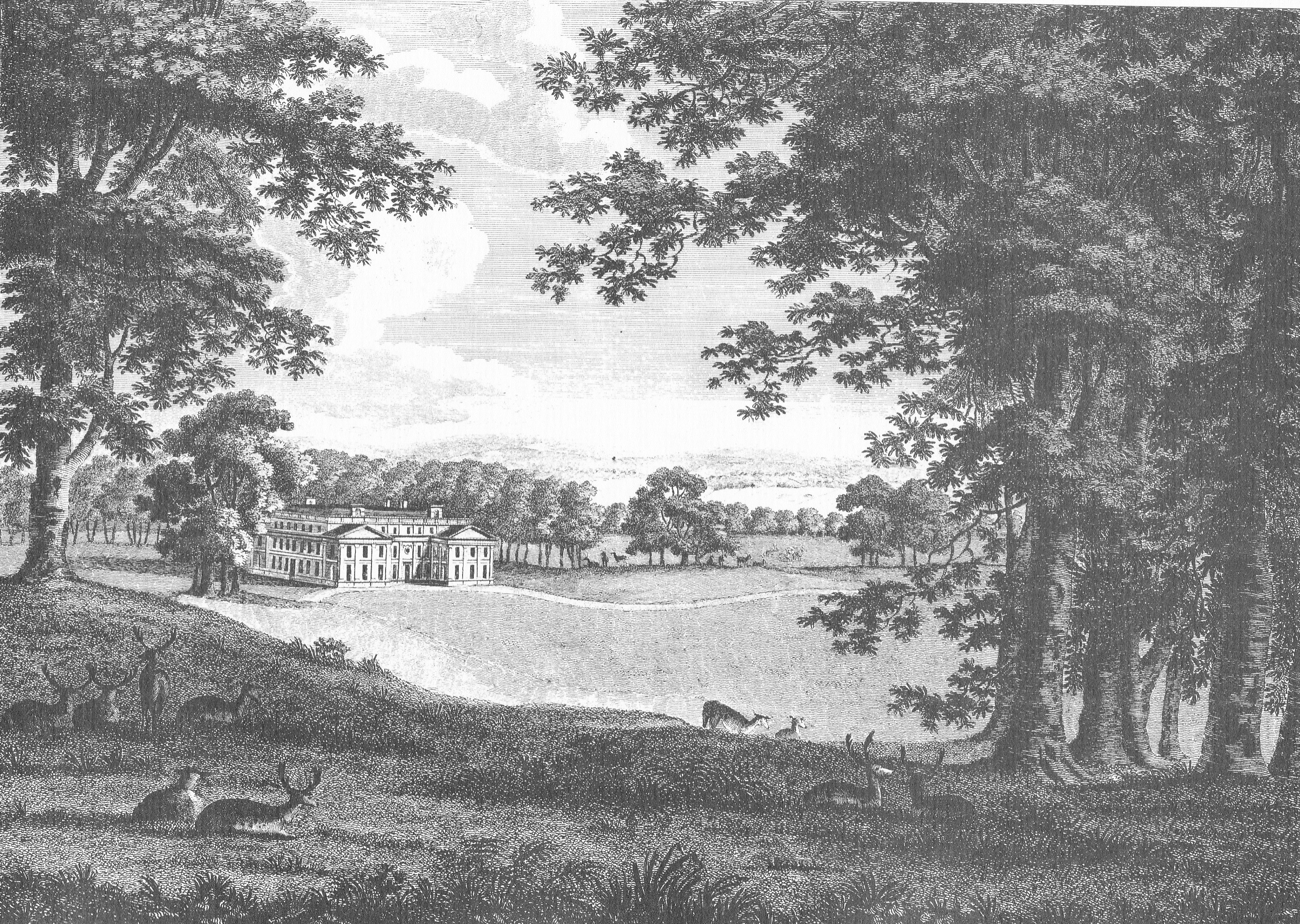
"Appuldurcombe Park, sede del Muy Honorable Sir Richard Worsley Baronet, Gobernador y Vicealmirante de la Isla de Wight". Grabado publicado en: Worsley, Sir Richard, Historia de la Isla de Wight, Londres, 1781

La casa actual se inició en 1702. El arquitecto fue John James. Sir Robert nunca vio la casa totalmente terminada. Murió el 29 de julio de 1747; en su memoria se erigió un monumento con vistas a la casa de Stenbury Down .La casa fue ampliada considerablemente en la década de 1770 por su sobrino nieto Sir Richard Worsley, séptimo baronet Worsley de Appuldurcombe. La mansión recientemente ampliada fue el lugar al que Sir Richard trajo a su nueva esposa, Seymour Fleming, de 17 años, con quien se casó "por amor y por 80.000 libras". En 1779 se le encargó a Capability Brown que diseñara los jardines ornamentales al mismo tiempo que las ampliaciones. En la colina de enfrente se construyó una romántica locura en ruinas conocida como "El Castillo de Cooke" para mejorar la vista. Durante la época de Sir Richard, la casa albergaba una magnífica colección de arte y fue el escenario donde Sir Richard entretuvo a algunas de las figuras más eminentes de la época.

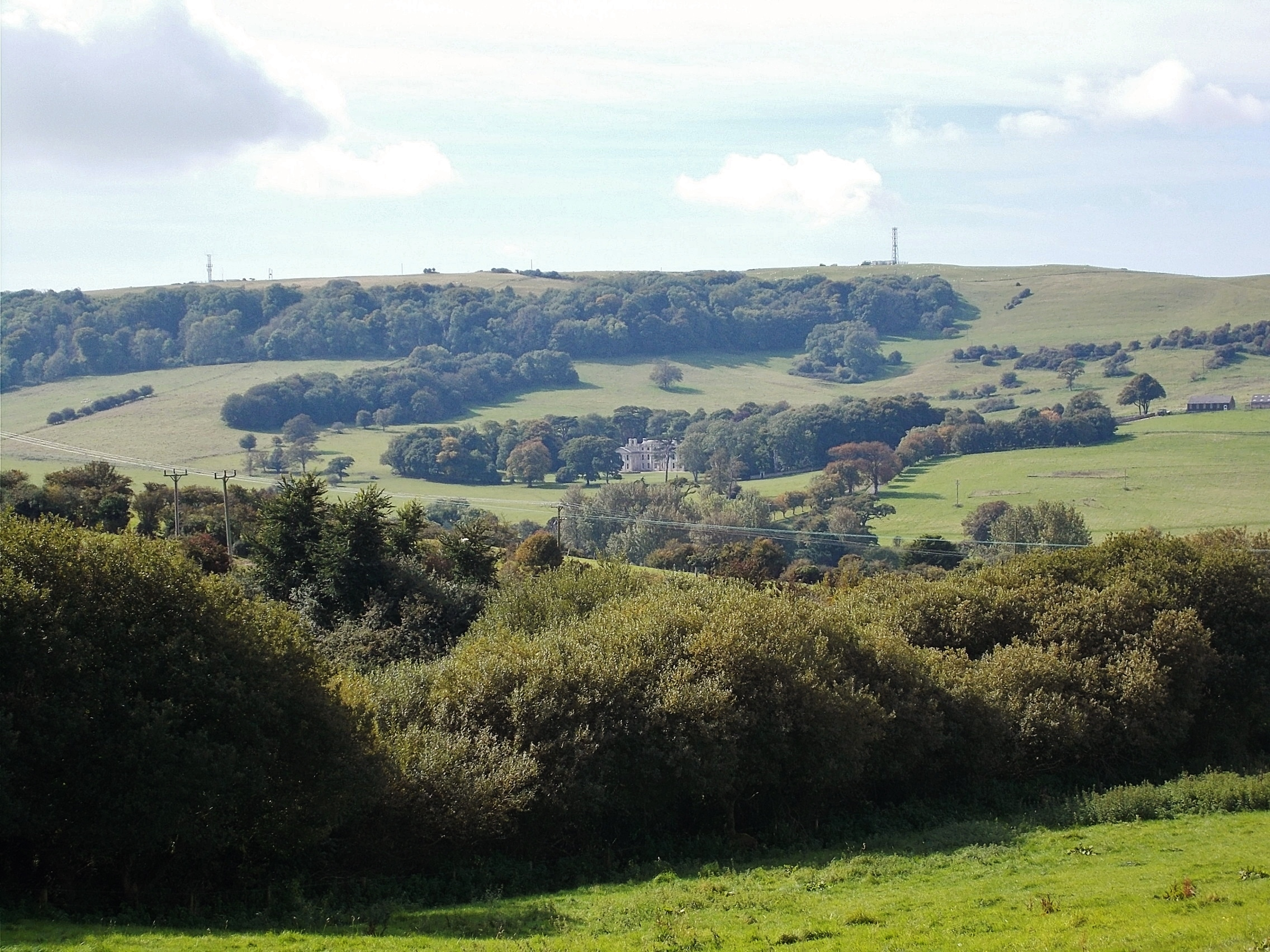
La ubicación de la casa en la campiña de South Wight. La casa está en el centro de la imagen.

El matrimonio de Sir Richard se desmoronó rápidamente y el único hijo de la pareja, un varón, murió en la infancia. Después de demandar a uno de los 27 supuestos amantes de su esposa, la pareja se separó informalmente. Seymour no pudo volver a casarse hasta la muerte de Richard, y se convirtió en una amante profesional o demimondaine, viviendo de las donaciones de hombres ricos para sobrevivir, uniéndose a otras mujeres de clase alta en una posición similar en la Nueva Camarilla Femenina.  Sir Richard murió de apoplejía el 8 de agosto de 1805 en Appledurcombe y fue enterrado en la iglesia parroquial de Godshill. Su título pasó a su cuarto primo, Henry Worsley-Holmes, mientras que la propiedad conjunta de su esposa, de £70.000 (6040000)  volvió con ella, y poco más de un mes después se volvió a casar.
Worsley había dejado la propiedad cargada de fuertes deudas, pero Appuldurcombe pasó a su sobrina, Henrietta Anna Maria Charlotte (hija de John Bridgeman Simpson). Se casó con el honorable Charles Anderson-Pelham, más tarde primer conde de Yarborough, en 1806. El fundador del Royal Yacht Squadron en Cowes, realizó pocos cambios en la casa y estaba muy contento de conservar la propiedad como una base conveniente para sus actividades de navegación.

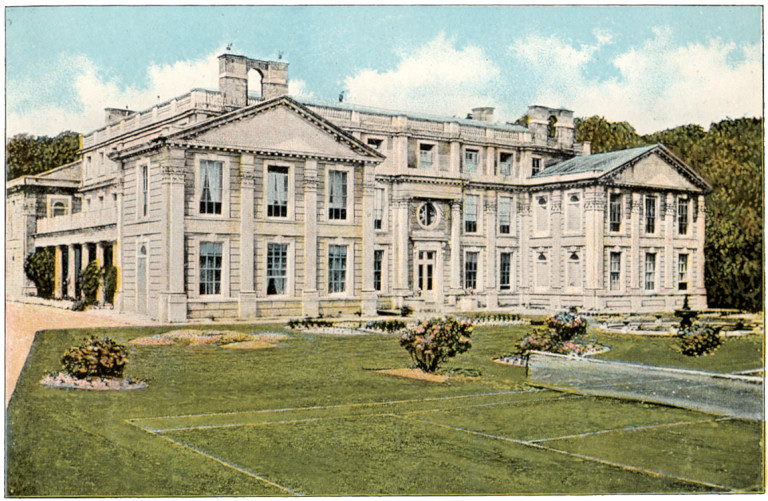
Casa Appuldurcombe, alrededor de 1910

En 1855 la finca fue vendida. Un negocio fallido hizo funcionar Appuldurcombe como hotel, pero tras su fracaso, la casa fue arrendada como Academia del Dr. Pound para jóvenes caballeros.

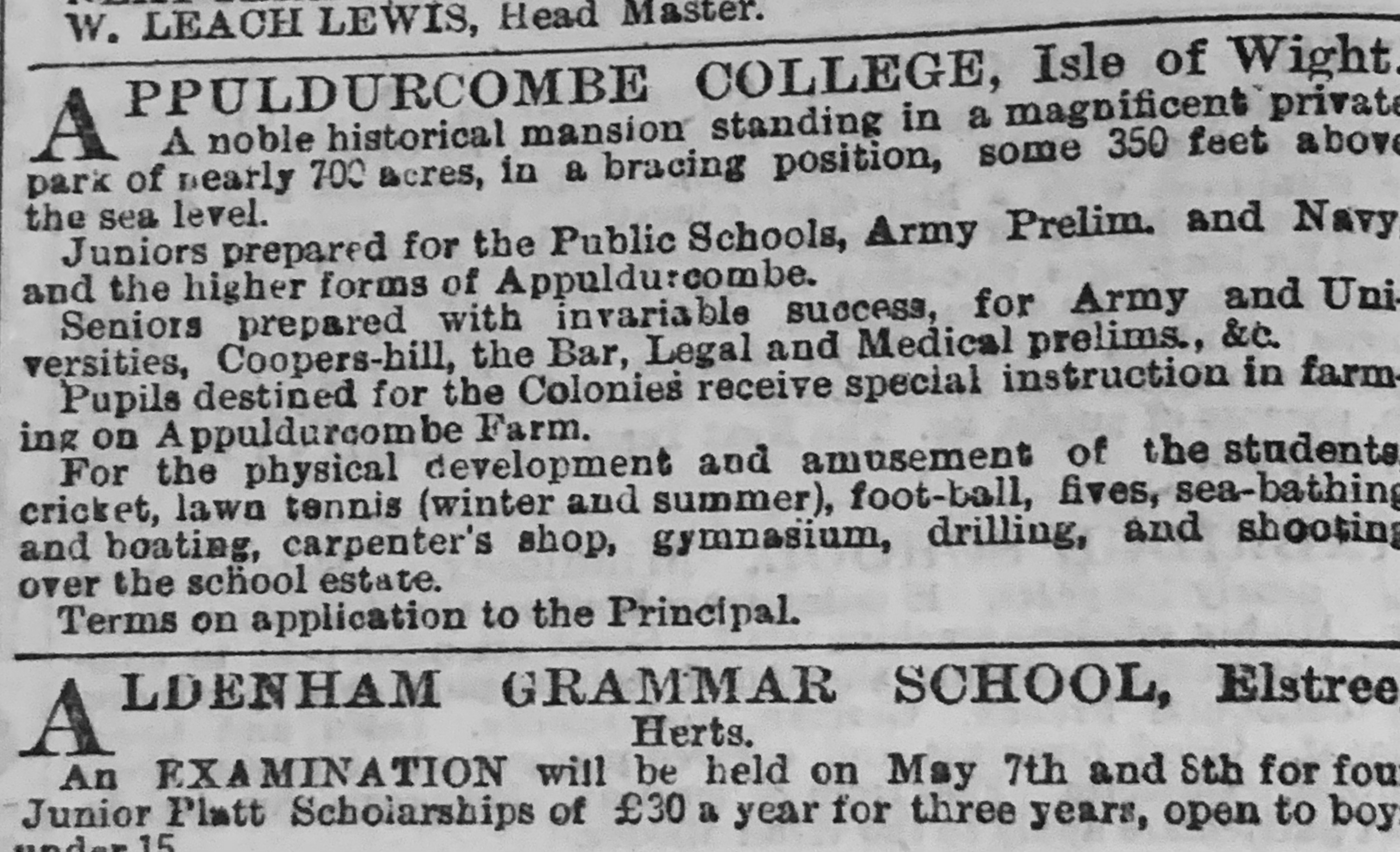
Anuncio de Appuldurcombe College en el Times de Londres, 19 de abril de 1889

La casa fue habitada entre 1901 y 1907 por un centenar de monjes benedictinos que habían sido exiliados de la abadía de Solesmes en Francia y que poco después se establecerían en la abadía de Quarr en la isla de Wight.

### Segunda Guerra Mundial: daños
Durante ambas guerras mundiales se alojaron tropas en la casa y, al comienzo de la Segunda Guerra Mundial, la casa pasó a manos de los militares. El 7 de febrero de 1943, un Dornier Do 217 de la Luftwaffe alemana que se encontraba en misión de colocación de minas giró hacia el interior y arrojó su última mina muy cerca de la casa, antes de estrellarse en St Martin's Down. La mina explotó, rompiendo ventanas y provocando el derrumbe de parte del techo. El agujero resultante en el techo quedó sin reparar y después de la guerra gran parte del resto del techo y los interiores fueron retirados y vendidos.

## Presente

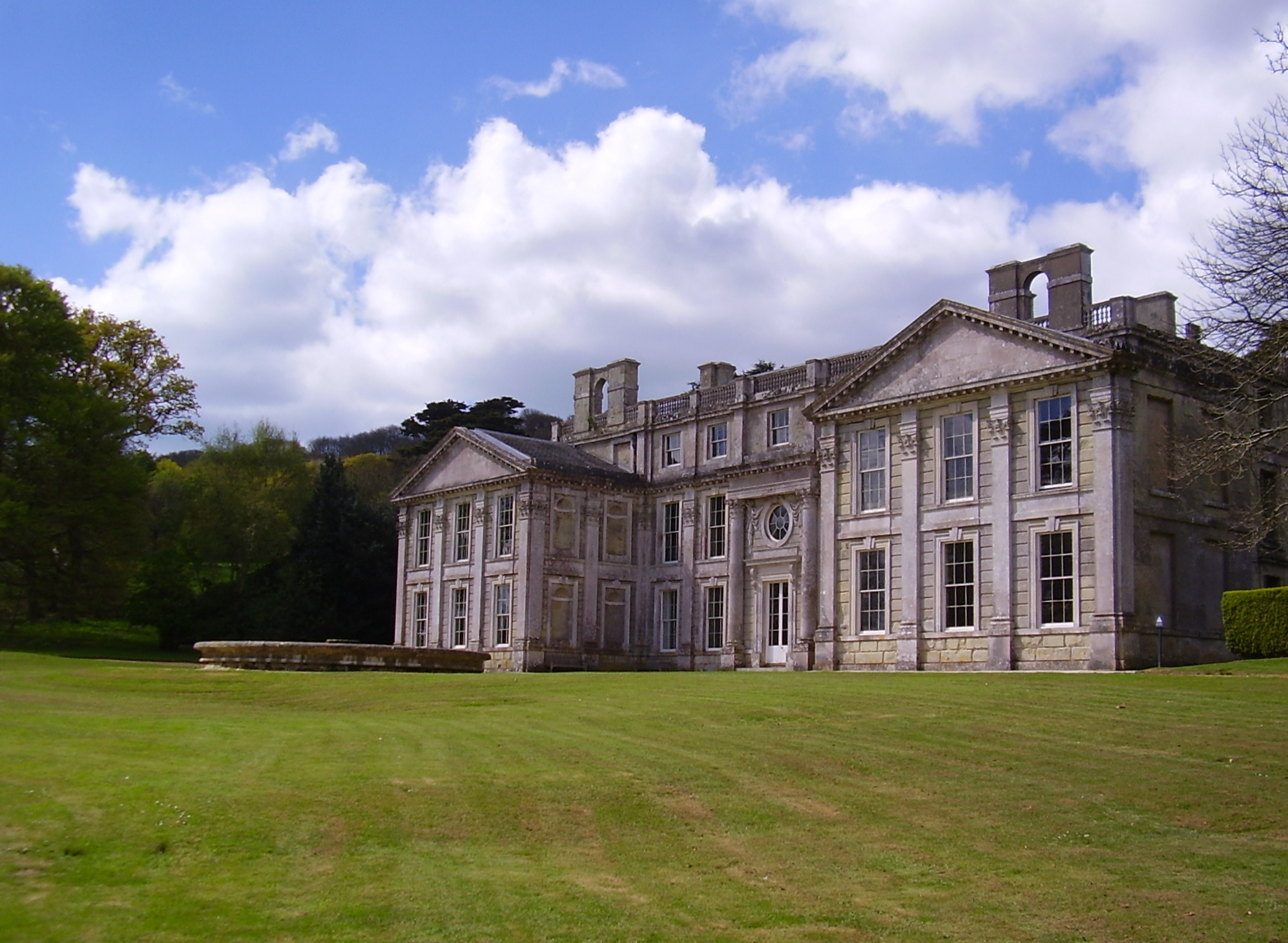
Vista desde el noreste

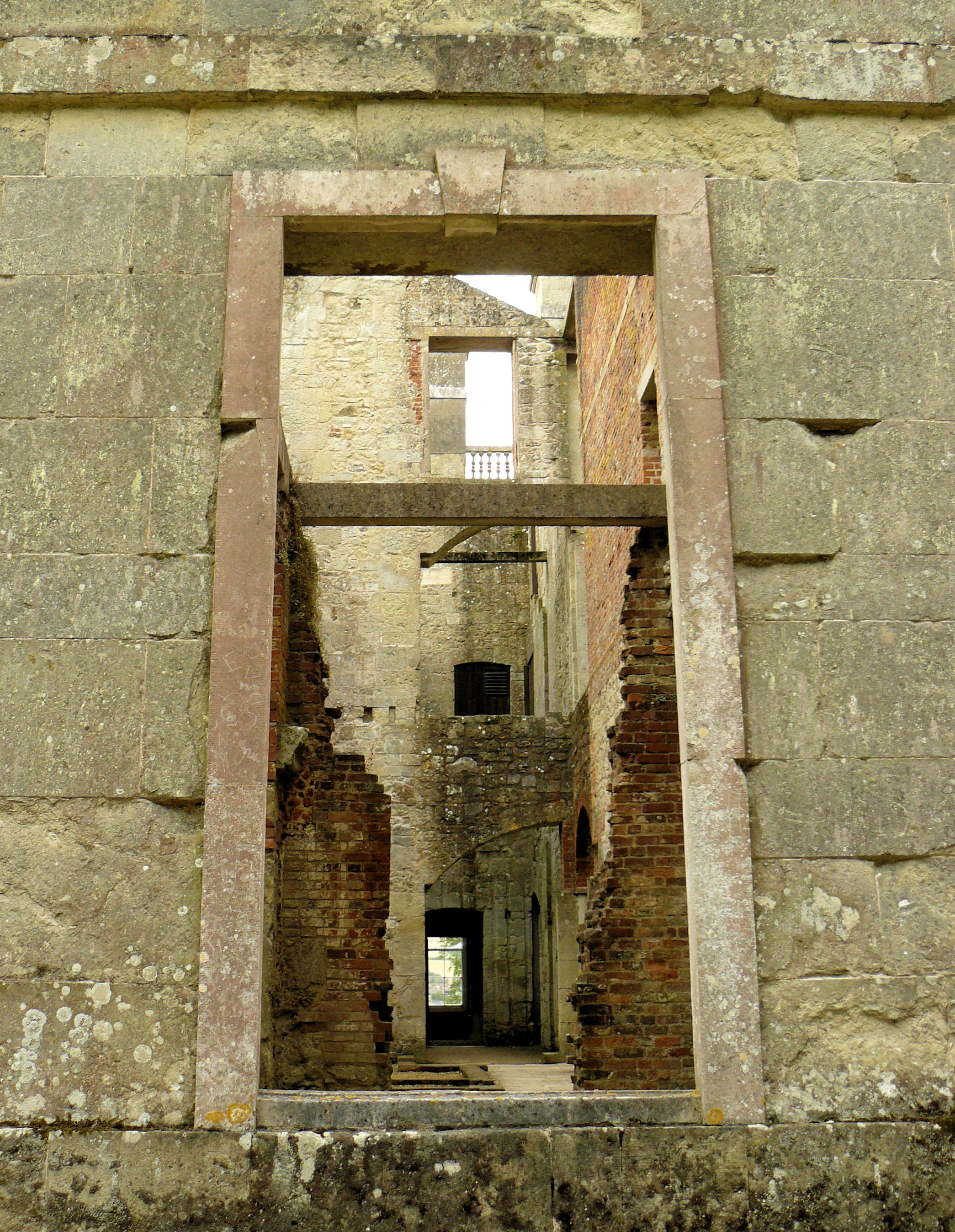
El interior en ruinas de la Casa Appuldurcombe

Aunque la casa ahora es principalmente una cáscara, su sección frontal ha sido techada y acristalada nuevamente, y se ha recreado una pequeña parte del interior. La casa se ha hecho famosa por ser uno de los lugares supuestamente más embrujados de la isla. Hay frecuentes relatos y supuestos avistamientos de fantasmas, espectros y otros fenómenos sobrenaturales. Durante las vacaciones de verano, todos los jueves por la noche se celebran paseos fantasmales en Appuldurcombe.
A partir de enero de 2016, Appuldurcombe House y el terreno circundante están a la venta por £4,75 millones.